# Drepanolejeunea cambouenea
Drepanolejeunea cambouenea là một loài Rêu trong họ Lejeuneaceae. Loài này được Stephani mô tả khoa học đầu tiên năm 1913.